# Charles Michel
Charles Michel (fransk: [ʃaʁl mi.ʃɛl]; født 21. december 1975 i Namur) er en belgisk politiker, der har været været formand for Det Europæiske Råd siden slutningen af 2019. Før han blev rådsformand, var han Belgiens premierminister fra 2014 til 2019.
Michel er søn af politikeren og tidligere vicestatsminister Louis Michel. Charles Michel var leder af partiet det franskorienterede liberale parti Reformistbevægelsen (MR) fra februar 2011 til han blev premierminister. Michel var den yngste belgiske premierminister siden 1845.
Michel var leder af en koalition bestående af hans eget parti og de tre flamske partierne Nieuw-Vlaamse Alliantie, Christen Democratisch en Vlaams og Vlaamse Liberalen en Democraten indtil den 9. december 2018, hvor N-VA forlod regeringen. Herefter ledte han en mindretalsregering.
Mickel blev valgt ind i Belgiens parlamentet i 1999. I december 2007 blev han minister for udviklingssamarbejde, en post han beholdt frem til februar 2011. Han trak sig for at blive leder af MR.

## Kandidat til Europa-Parlamentsvalget 2024
I januar 2024 meddelte Michel at han var spidskandidat for det liberale parti Reformistbevægelsen (Mouvement Réformateur, MR) til Europa-Parlamentsvalget 2024 i Belgien. Flere EU-parlamentarikere, inkl. fra det europæiske parti Alliancen af Liberale og Demokrater for Europa (ALDE) som Michel også tilhører, kritiserede efterfølgende at han fortsætter med at være formand for Det Europæiske Råd samtidig med at han fører valgkamp, og mente han burde trække sig fra posten. Kritikken førte til at Michel 26. januar opgav sin plan om at stille til Europa-Parlamentsvalget.